# Scorzoneroides pseudotaraxaci
Scorzoneroides pseudotaraxaci (любочки несправжньокульбабові = Leontodon pseudotaraxaci) — вид квіткових рослин з родини айстрових (Asteraceae).

## Біоморфологічна характеристика
Це багаторічна рослина 5—20 см. Кореневище коротке, косе чи вертикально зрізане. Стебла одинокі чи 2–3, низькі 8–15 см заввишки, з 1 кошиком, рідко з 2, вгорі потовщені й укриті білуватим пушком і чорнуватими волосками. Листки в розетці, від гострувато-зубчастих до перистороздільних, 2–9 см завдовжки, 9–11 мм завширшки, від видовжено-обернено-ланцетних до лінійних. Суцвіття верхівкові. Віночок жовтувато-жовтогарячий. Квіти повинні пахнути ванільним шоколадом, коли вони повністю розпустилися. Сім'янки 7 мм завдовжки, довгувато-циліндричні, поздовжньо борознисті; поверхня тьмяна, блідо-коричнева. 2n=12. Період цвітіння: червень — серпень.

## Поширення
Вид росте в Європі: Словаччина, Польща, Румунія, Україна.
В Україні росте на високогірних луках і скелях — у альпійському поясі Карпат (Закарпатська обл., Рахівський р-н, гори Близниця та Драгобрат), рідко.